# 劉季清
劉季清（1407年—？），字士廉，江西南昌府南昌縣人，軍籍，明朝政治人物。同進士出身。

## 生平
江西鄉試第十二名。景泰五年（1454年）甲戌科會試第九十五名，殿試登進士第三甲第一百二十四名。
曾祖父劉孟進。祖父劉仲立。父亲劉叔逵。